# Erynnia ocypterata
Erynnia ocypterata là một loài ruồi trong họ Tachinidae.